# Guvernare prin decret
Guvernarea prin decret este un stil de a conduce care îi permite unei singure persoane sau unui grup să creeze rapid legi care nu pot fi contestate, fiind utilizată în principal de către dictatori, monarhi absoluți și lideri militari.
De asemena, expresia este folosită uneori pentru a descrie situațiile în care unele guvernele democratice iau măsuri care par să evite controlul popular sau parlamentar.
Guvernarea prin decret îi permite conducătorului să creeze legi în mod arbitrar, fără aprobarea unei adunări constituante.
În situații de urgență, cum ar fi aplicarea legii marțiale, guvernarea prin decret este o practică obișnuită. Este extrem de eficientă, chiar dacă poate fi utilizată discreționar de către o persoană aflată la putere sau pentru a servi interesele unor cercuri corupte: o lege poate avea nevoie de săptămâni sau luni pentru a fi aprobată de un for legislativ, dar poate fi creată printr-o simplă semnătură de către un conducător prin decret. Din acest motiv, metoda este foarte utilă în situații de urgență. În astfel de situații, guvernarea prin decret este permisă de mai multe constituții, incluzând Constituția franceză, Constituția argentiniană,Constituția indiană etc.

## Lex Titia și al Doilea Triumvirat
Unul dintre primele exemple de guvernare prin decret a apărut în Republică Romană antică, atunci când, după asasinarea lui Iulius Cezar, succesorul său, Gaius Octavian (Augustus), generalul Marc Antoniu și cel care avea să ajungă pontifex maximus, Aemilius Lepidus, au preluat puterea în timpul celui de-al Doilea Triumvirat, recunoscut oficial de către senat prin decretul Lex Titia. Hotărârea care le-a dat puteri discreționare pentru cinci ani celor trei conducători a fost adoptată și reintegrată în anul 38 î.Hr, fiind abrogată în anul 33-31 Î.Hr după decăderea lui Lepidus, care a dus la ultimul război pentru Republica Romană și prăbușirea guvernării republicane.

## Decretul de după incendierea Reichstagului din 28 februarie 1933
Cel mai remarcabil exemplu în istorie este Decretul Incendierii Reichstagului. Președintele Germaniei Paul von Hindenburg a fost convins de către Adolf Hitler să emită un decret de suspendare a drepturilor civile fundamentale pe termen nelimitat. Ca urmare a acestui decret, autoritățile naziste au reușit să desființeze constituțional opoziția lor, care, la rândul său, a deschis calea pentru statul cu partid unic denumit „al Treilea Reich”. Ulterior, situația de excepție, care a suspendat Constituția, fără revocare, a durat până la sfârșitul celui de-al Treilea Reich.

## Decrete în regimurile democratice
Unii lideri democratici, cum ar fi președinții din Mexic, Franța și Argentina pot guverna prin decret în situații naționale de urgență, sub rezerva constituționalității și a altor restricții legale. În cazul Franței, această putere a fost folosită o singură dată în 1961, de către Charles de Gaulle, în timpul Războiului din Algeria.
Alte concepte moderne politice, precum decretele franceze, Ordinile în Consiliu în cadrul Federației Britanice și Americane, ordinile executive sunt parțial bazate pe noțiunea de decrete, chiar dacă acestea sunt mult mai limitate în domeniul de aplicare și supuse în general  controlului jurisdicțional .

### India
În timpul Situației de Urgență din India din 1975 până în 1977, Prim-Ministrul Indira Gandhi a aprobat legi care i-a permis să se guverneze prin decret.

### Irlanda
Privind Puterile de Urgență din Irlanda, legea permite guvernului să conducă prin decrete, numite  Ordine ale puterilor de urgență în orice aspect al vieții naționale, dacă parlamentul invocă clauza de urgență în Articolul 28 alineatul(3) din Constituție. Cu toate acestea, Actul  permite camerei inferioare să evite EPOs specifice printr-un vot liber sau să pună capăt situației de urgență în orice moment.

### Rusia
Din 23 septembrie ( dat în vigoare din 4 octombrie, dupădesființarea armatei a  Sovieticului Suprem) pe 12 decembrie 1993, guvernarea prin decret (ukases) a fost impusă în Rusia de către Președintele Boris Yeltsin, în timpul tranziției de la Constituția rusă din 1978 (care a fost formată după modelul depășit al Constituției Sovietice din 1977) în actuala Constituție 1993.

### Venezuela
Președintele din Venezuela Hugo Chávez a fost acordat puterii executive de către Adunarea Națională să guverneze prin decret de mai multe ori de-a lungul mandatului său, trecând sute de legi. Chavez a guvernat Venezuela prin decret, în anii: 2000, 2001, 2004, 2005, 2006, 2007, 2008, 2010, 2011 și 2012. Între anii 2004 și 2006, Chavez a declarat singur 18 "situații de urgență" să guverneze prin decret.
De asemenea,succesorul lui Chavez, Nicolás Maduro, a condus  de mai multe ori prin decret, de când a fost ales în aprilie 2013. Președintele Maduro a guvernat Venezuela prin decret majoritatea perioadei din 9 noiembrie 2013 până 2017.

## Critica lui Giorgio Agamben despre folosirea decretelor-lege
Filozoful italian Giorgio Agamben a susținut că a existat o explozie în utilizarea diferitelor tipuri de decrete (decret-lege, decrete prezidențiale, ordine executive etc.) începând cu primul Război Mondial. Potrivit lui, aceasta este un semn de a „generalizării situației de excepție”.